# كريستيان كليمينس
كريستيان كليمينس (بالألمانية: Christian Clemens) (4 أغسطس 1991 كولونيا ألمانيا - ) هو لاعب كرة قدم ألماني، يلعب كلاعب وسط.

## وصلات خارجية
كريستيان كليمينس على موقع قاعدة بيانات كرة القدم.إي يو (الإنجليزية)
- كريستيان كليمينس على موقع بيانات كرة القدم. دي إي (الألمانية)
- كريستيان كليمينس على موقع Soccerway.com (الإنجليزية)
- كريستيان كليمينس على موقع عالم كرة القدم.نت (الإنجليزية)
- كريستيان كليمينس على موقع AS.com (الإسبانية)